# 足利市站
足利市站（日语：／ Ashikagashi eki */?）位於日本栃木縣足利市南町，是東武鐵道伊勢崎線的鐵路車站。車站編號為TI 15。

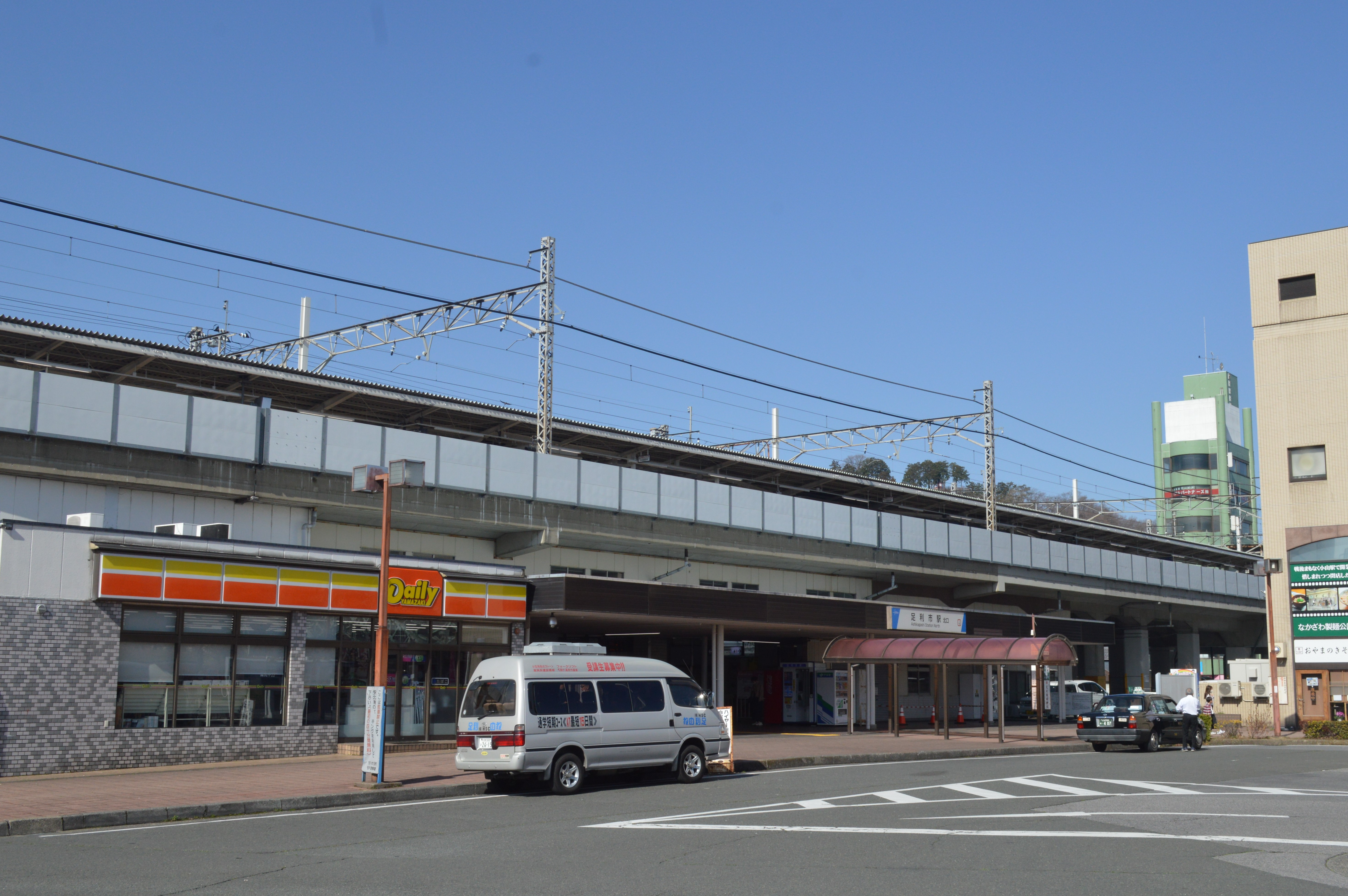
北口（2024年3月）

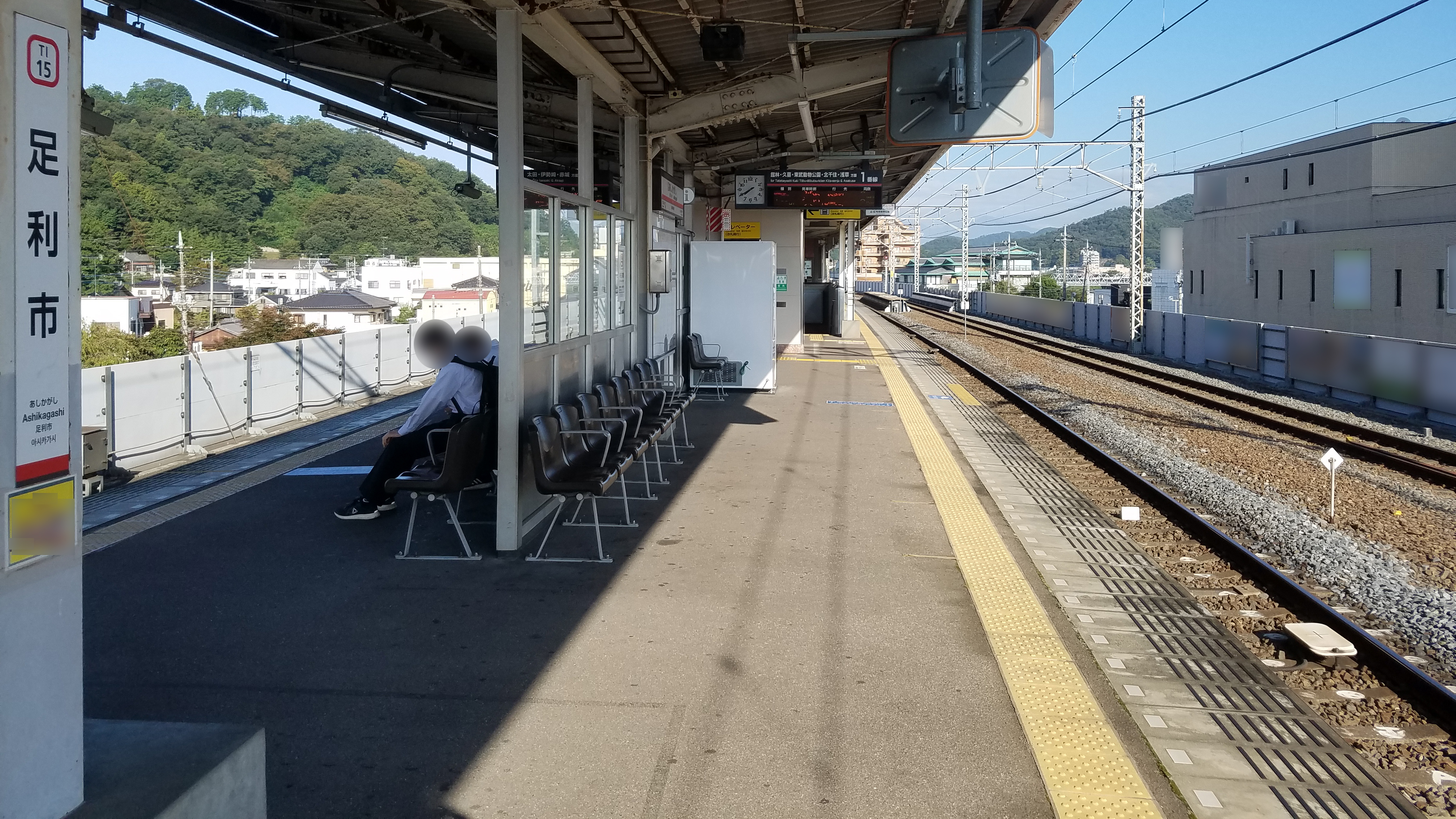
月台（2021年9月）

## 歷史
- 1907年（明治42年）8月27日：足利町站開業。
- 1921年（大正10年）1月1：足利郡足利町施行市制，為足利市。
- 1924年（大正13年）8月25日：改稱足利市站[2]。
- 1980年（昭和55年）7月23日：足利市站周邊2.98km區段完成高架化。
- 1981年（昭和56年）12月：高架下的新站舍完成。
- 2007年（平成19年）

- - 3月18日：PASMO啟用。

- - 12月21日：開始泊車轉乘服務。
- 2012年（平成24年）3月17日：導入車站編號TI 15。
- 2015年（平成27年）7月24日：導入進站音樂。樂曲為森高千里的《渡良瀨橋》[3]。

## 車站結構
島式月台1面2線的高架車站。北側有回送、待避用的側線。大廳與月台間設有電扶梯與電梯。大廳付費區內有多功能廁所。2010年度，月台設置站名標、路線圖、時刻表、站內資訊等一體化的自立式站內資訊看板。
本站是伊勢崎線館林站 - 太田站間唯一設置自動驗票閘門的中間站。

### 月台配置
| 月台 | 路線     | 方向 | 目的地                                                  | 備註           |
| ---- | -------- | ---- | ------------------------------------------------------- | -------------- |
| 1    | 伊勢崎線 | 上行 | 館林、久喜、 東武晴空塔線 北千住、 東京晴空塔、淺草方向 |                |
| 2    | 伊勢崎線 | 下行 | 太田方向                                                | 部分伊勢崎方向 |

## 使用情況
2018年度1日平均上下車人次為6,221人。
近年1日平均上下車人次的推移如下表｡
| 年度               | 一日平均 上下車人次 | 一日平均 上車人次 |
| ------------------ | ------------------- | ----------------- |
| 1998年（平成10年） | 10,119              |                   |
| 1999年（平成11年） | 9,512               |                   |
| 2000年（平成12年） | 9,099               |                   |
| 2001年（平成13年） | 8,886               |                   |
| 2002年（平成14年） | 8,670               |                   |
| 2003年（平成15年） | 8,502               |                   |
| 2004年（平成16年） | 8,225               |                   |
| 2005年（平成17年） | 7,933               |                   |
| 2006年（平成18年） | 7,509               |                   |
| 2007年（平成19年） | 7,246               |                   |
| 2008年（平成20年） | 6,993               |                   |
| 2009年（平成21年） | 6,747               | 3,407             |
| 2010年（平成22年） | 6,564               | 3,314             |
| 2011年（平成23年） | 6,543               | 3,201             |
| 2012年（平成24年） | 6,810               | 3,273             |
| 2013年（平成25年） | 6,968               | 3,383             |
| 2014年（平成26年） | 6,785               |                   |
| 2015年（平成27年） | 6,643               |                   |
| 2016年（平成28年） | 6,384               | 3,243             |
| 2017年（平成29年） | 6,330               | 3,211             |
| 2018年（平成30年） | 6,221               |                   |

## 車站周邊
站內有Daily Yamazaki、庄屋、足利市觀光交流館「あし・ナビ」、足利市觀光案內所等。

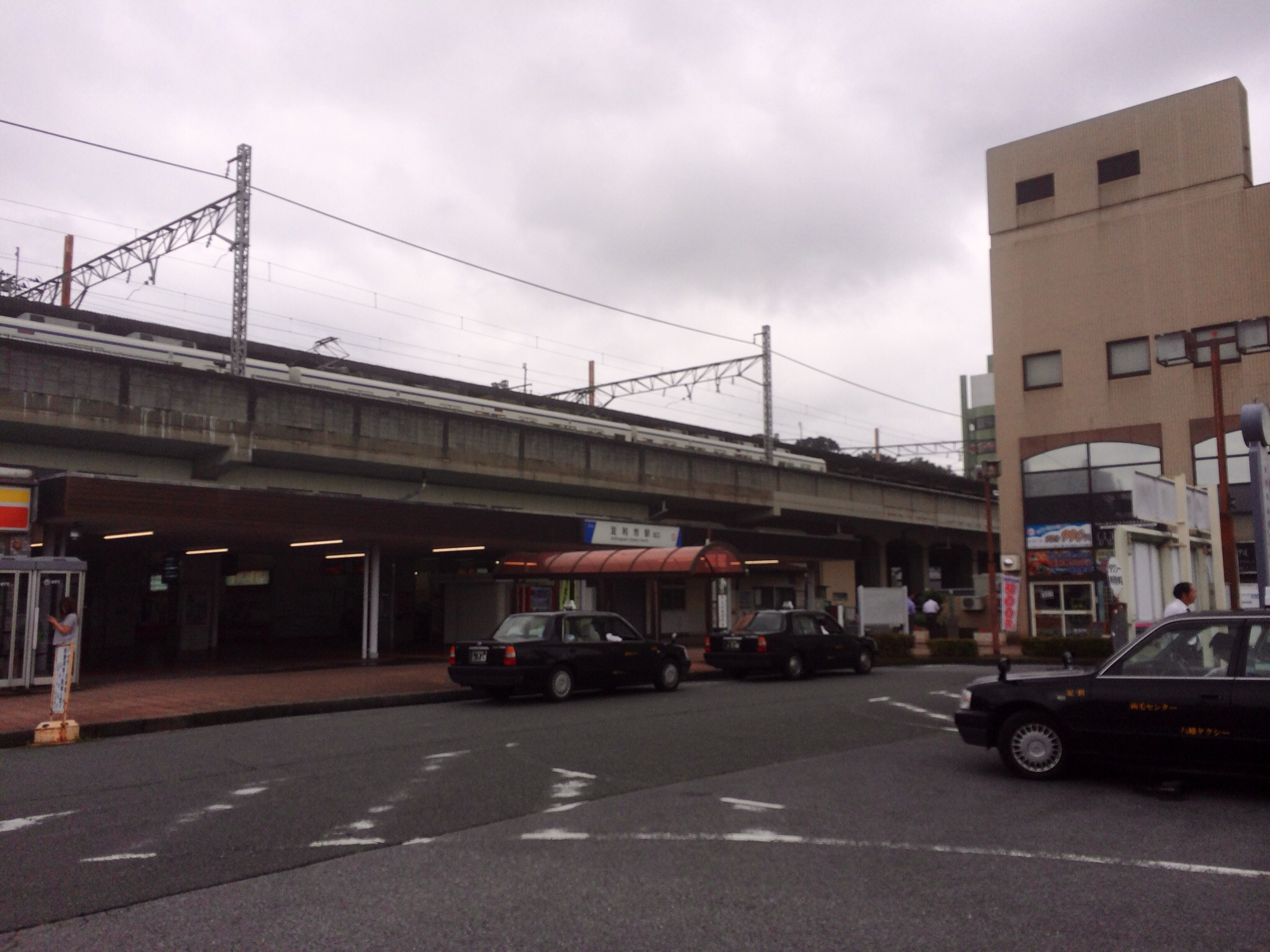
北口（2016年7月）
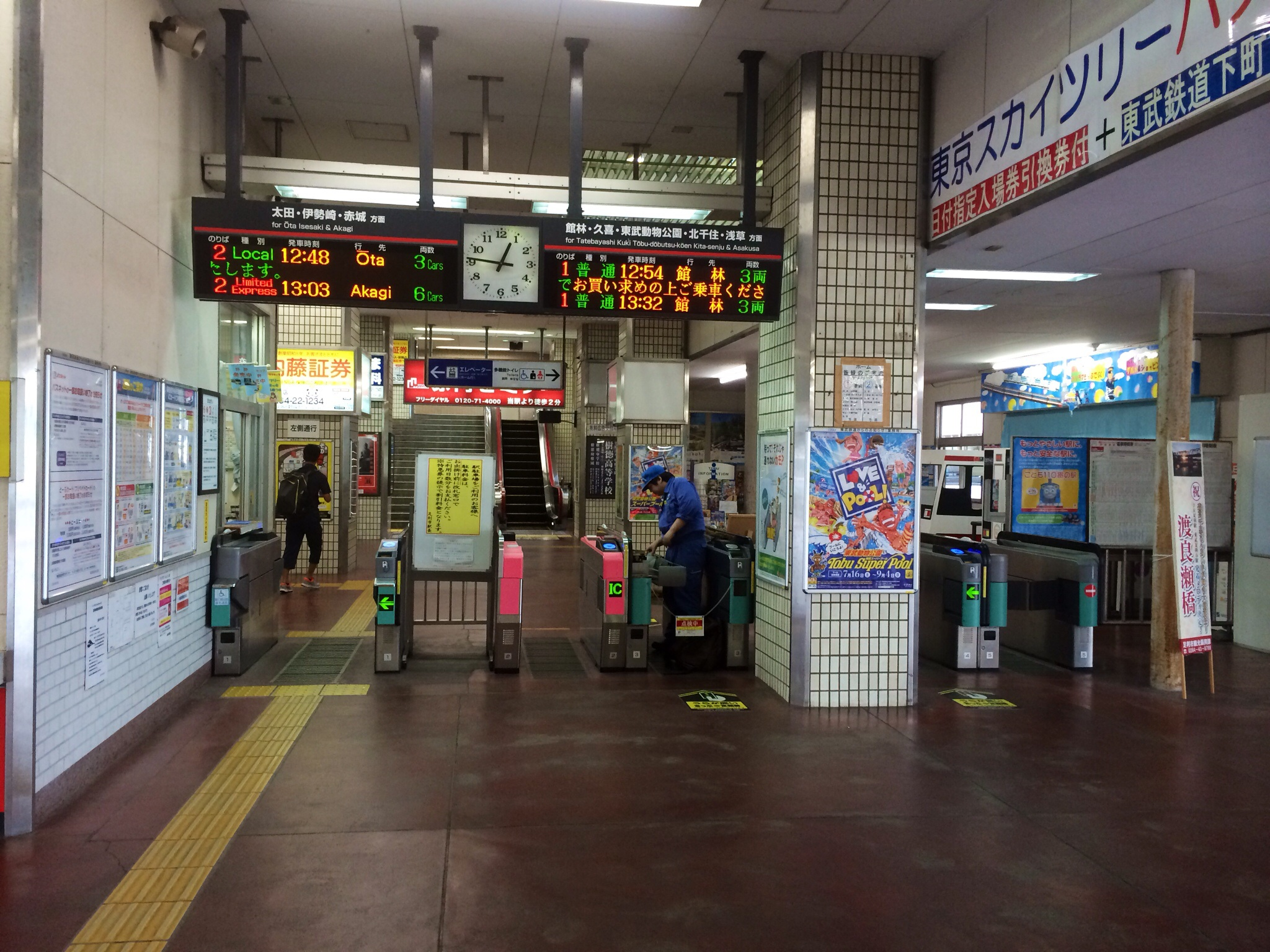
剪票口（2016年7月）
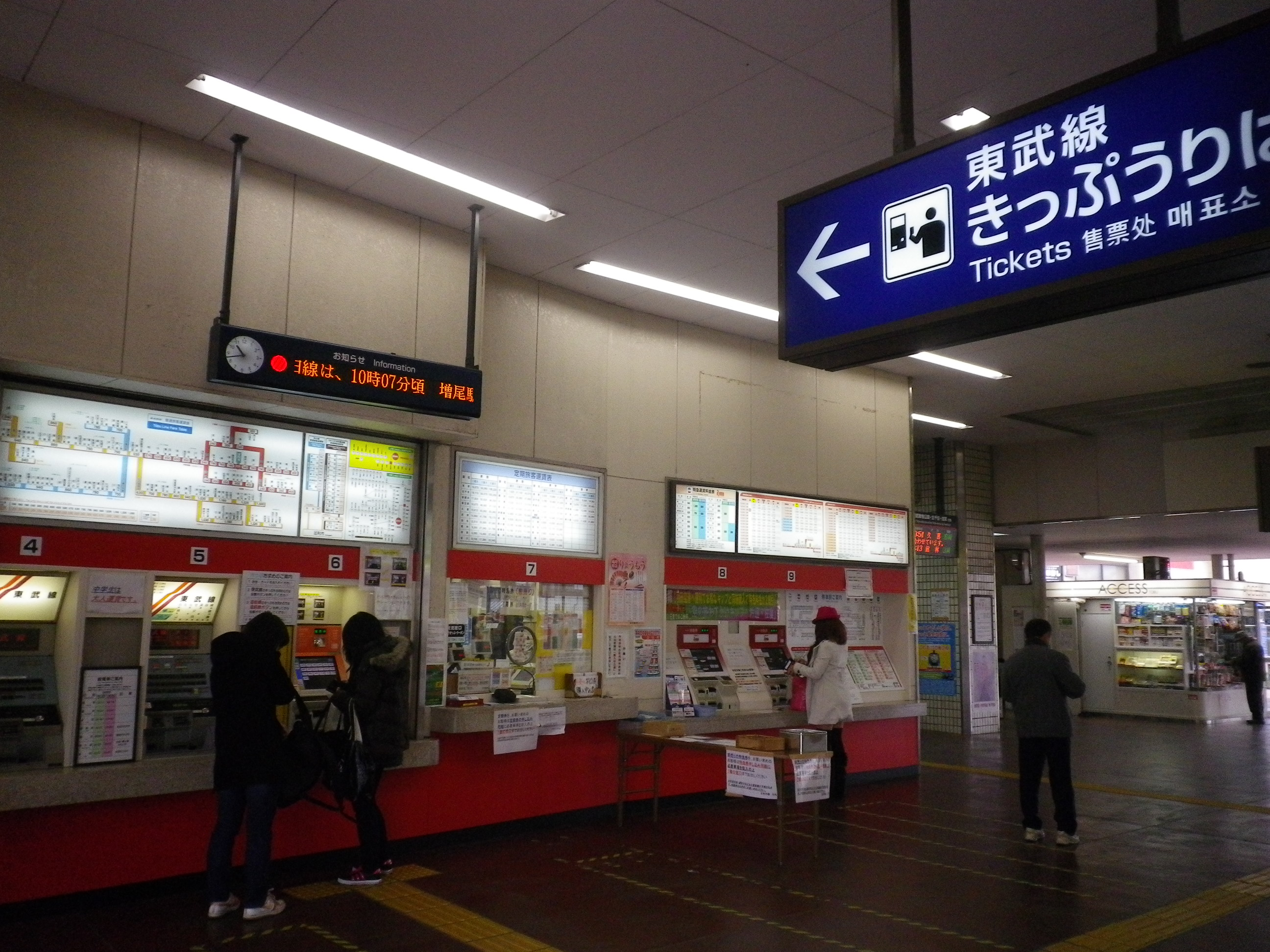
站內（2010年12月）
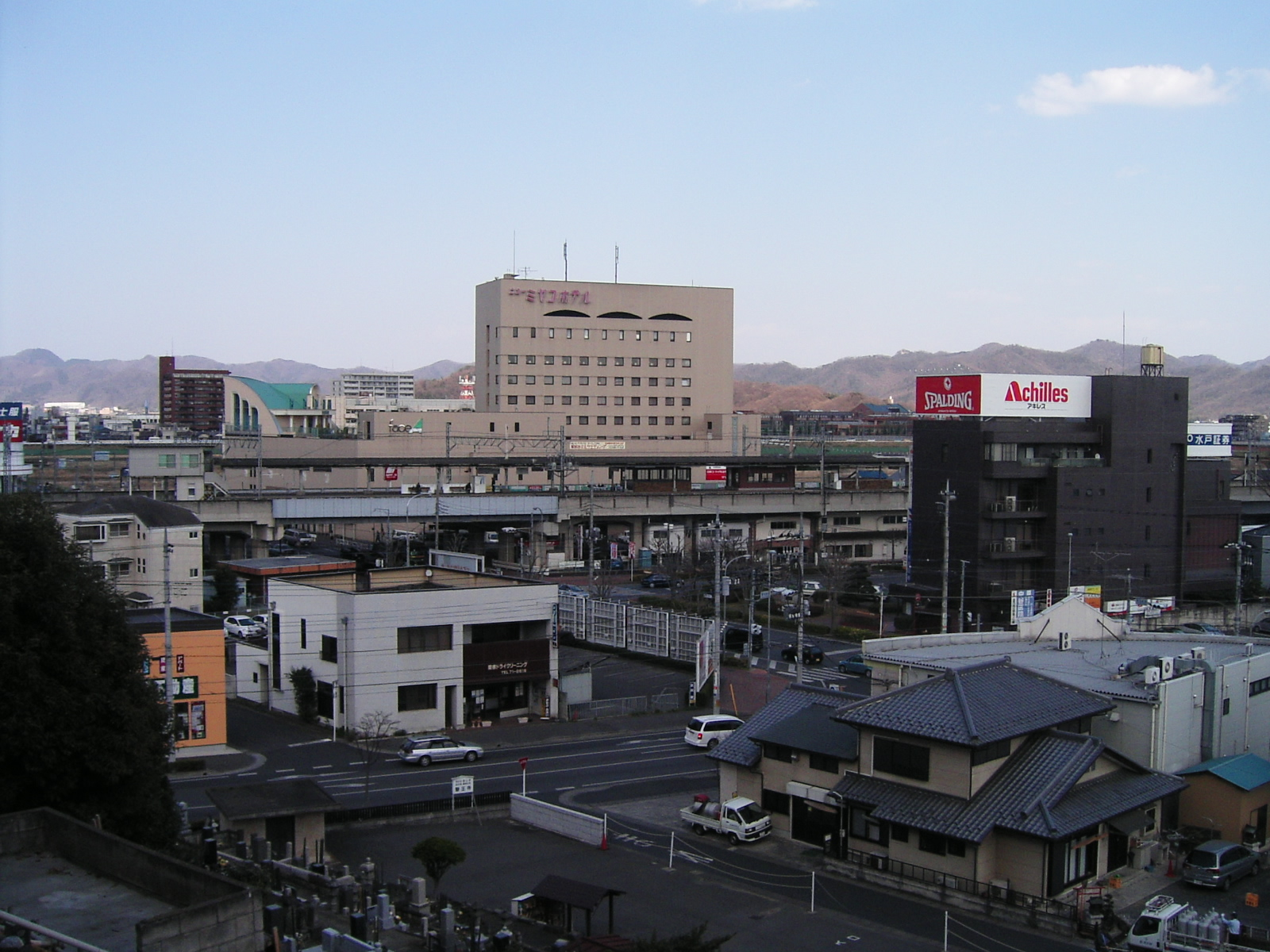
南口遠景（2007年3月）

### 北口
北口有再開發大樓「faceA」，再往北則是渡良瀨川河堤。
渡良瀨川對岸是足利市中心。過去北口是主要入口，設有巴士總站與交番，高架化工程完成後移往南口。
- 兩毛線足利站 - 渡良瀨川對岸，步行約15分。
- 足利市役所
- 足利市立美術館（日语：足利市立美術館）
- 足利赤十字醫院
- 足利學校
  - 足利學校遺蹟圖書館（日语：足利学校遺蹟図書館）
- 鑁阿寺
- 織姬神社（日语：織姫神社 (足利市)）
- 足利郵便局（日语：足利郵便局）
- 足利伊勢町郵便局
- 足利通三郵便局
- 足利雪輪町郵便局
- 渡良瀨川
- 新都酒店本館
- KONAKA（日语：コナカ）足利店
- 渡良瀨橋（日语：渡良瀬橋）
- 栃木縣道116號足利市停車場線（日语：栃木県道116号足利市停車場線）
- 栃木縣道38號足利千代田線（日语：栃木県道・群馬県道38号足利千代田線）

### 南口
南口有巴士總站與計程車乘車處。高架化前的南口只是個小型木造站房，與北口相比使用者少，現在則與北口差不多。
- 足利市民廣場
- 足利警察署（日语：足利警察署）東武站前交番
- 足利田中郵便局
- 山田電機Tecc Land足利店
- 野島電器（日语：コジマ）New足利店
- Com1st購物中心（日语：コムファーストショッピングセンター）
  - APiTA足利店
- ACROSSPLANA足利
- 水戶證券（日语：水戸証券）足利支店
- 足利設計美容專門學校（日语：足利デザイン・ビューティ専門学校）
- 足利製菓專門學校
- 豐田租車東武足利市站前店
- 國道293號（日语：国道293号）

- 栃木縣道38號足利千代田線（日语：栃木県道・群馬県道38号足利千代田線）

## 路線巴士

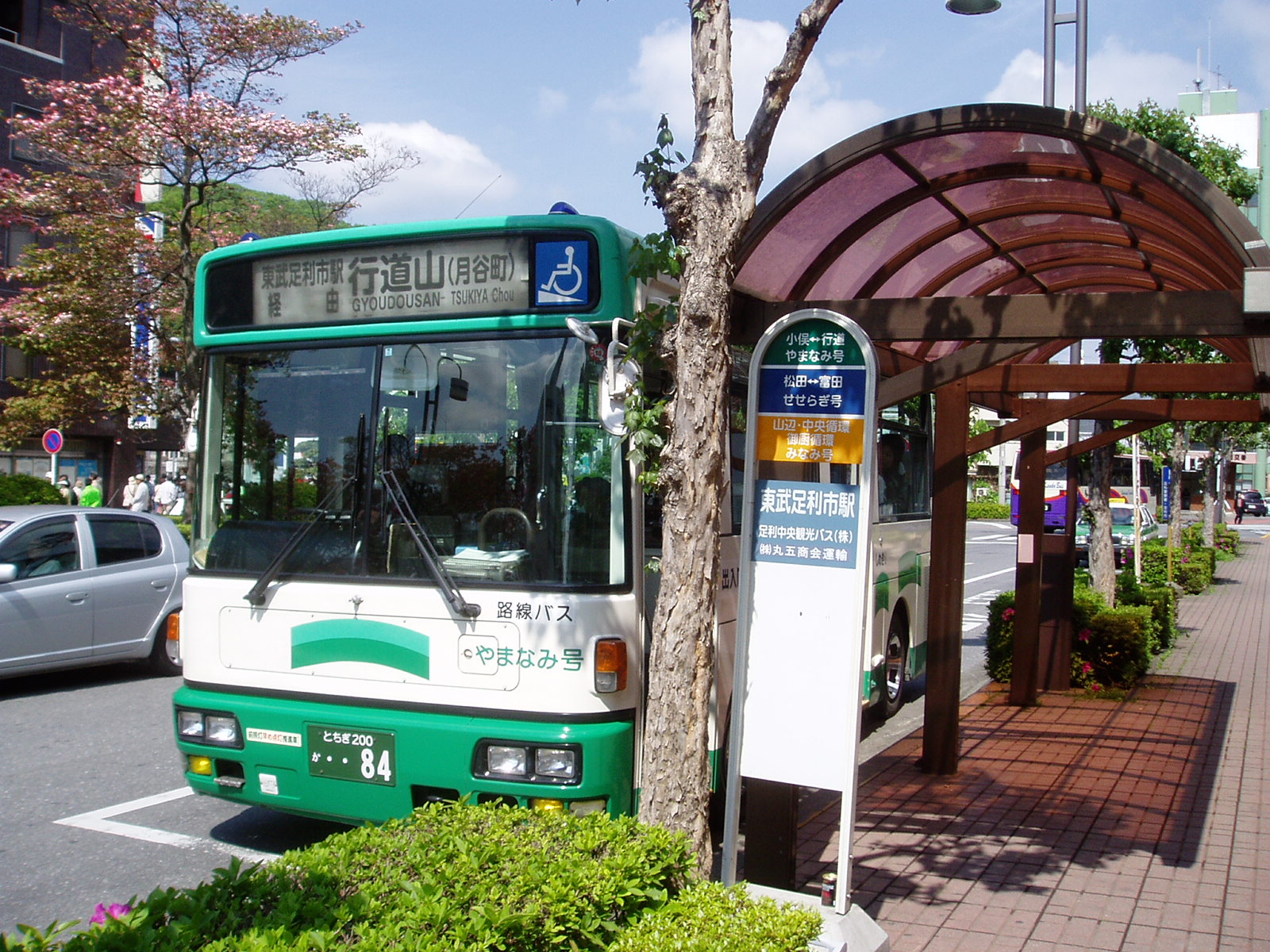
停靠南口的往行道山巴士（2006年5月）

過去東武鐵道（東武巴士）與關東自動車以本站為基點開設往足利市內各地與近郊（桐生、太田、館林、熊谷、本中野、西小泉、佐野、靜和等）路線巴士，但隨著摩托化的進展陸續廢除。之後，市町村開設巴士取代。
- 高速巴士（南口）
  - 「SALVIA號」往成田機場（關東自動車、千葉交通（日语：千葉交通））
  - 「Silk Liner」（日本中央巴士（日语：日本中央バス））
    - 經京都站八條口往大阪OCAT（日语：大阪シティエアターミナル）

- 路線巴士（南口）
  - あしバス アッシー（足利市生活路線巴士（日语：足利市生活路線バス））（平成23年10月1日起）
■10/11/12系統：小俣線（山前站、足利西廣場、小俣公園入口、小俣站、小俣北町方向）
■20/21系統：松田線（市役所、足利赤十字醫院、春日團地、坂西團地、松田町方向）
■30/31系統：行道線（JR足利站、足利學校前、赤松台北、行道山方向）
■40/41系統：富田線（JR足利站、ashico town足利（Harvest Place（日语：あしかがハーヴェストプレース））、毛野新町三丁目、富田站、岡崎山方向）
■51/52系統：山邊線（野州山邊站、堀里新城南、市民廣場東、APiTA、JR足利站、足利赤十字醫院方向）
■61/62系統：御廚線（今井醫院、APiTA、York Town（日语：ヨークベニマル）、福居站、協和中、筑波小、南幸樂荘、JR足利站、足利赤十字醫院方向）
■80/81系統：名草線（入名草、安樂之家、武道館前、JR足利站、APiTA方向）
  - 足利赤十字醫院（日语：足利赤十字病院）（足利中央觀光巴士（日语：足利中央観光バス））

- 其他（接駁巴士）
  - 往足利花卉公園（3月 - 11月周六假日）
  - 往足利工業大學（日语：足利工業大学）
  - 往佐野日大高校（日语：佐野日本大学高等学校）

## 相鄰車站
東武鐵道
 伊勢崎線
- ■特急「兩毛」停車站

■區間急行、■區間準急（平日只有1班上行列車）、■普通
東武和泉（TI 14）－足利市（TI 15）－野州山邊（TI 16）

## 外部連結
- 足利市（車站資訊） - 東武鐵道